# Jay Hammond
Jay Sterner Hammond (21 de julho de 1922 - 2 de agosto de 2005) foi um político republicano estadunidense que foi o quarto governador do Alasca, entre 1974 e 1982.
Foi o criador de um programa de renda mínima enquanto prefeito do Distrito de Bristol Bay, o qual enquanto governador do Alasca expandiu com a criação do Alaska Permanent Fund utilizando fundos dos royalties de petróleo recém descoberto na região à época.